# Clark County (Arkansas)
Clark County is een county in de Amerikaanse staat Arkansas.
De county heeft een landoppervlakte van 2.241 km² en telt 23.546 inwoners (volkstelling 2000). De hoofdplaats is Arkadelphia.